# Daiyao (köpinghuvudort i Kina, Jiangsu Sheng, lat 32,93, long 120,21)
Daiyao (kinesiska: 戴窑镇) är en köpinghuvudort i Kina. Den ligger i provinsen Jiangsu, i den östra delen av landet, omkring 160 kilometer nordost om provinshuvudstaden Nanjing. Antalet invånare är 55 971. Befolkningen består av 27 159 kvinnor och 28 812 män. Barn under 15 år utgör 12,0 %, vuxna 15-64 år 72 %, och äldre över 65 år 14,0 %.
Runt Daiyao är det tätbefolkat, med 550 invånare per kvadratkilometer. Närmaste större samhälle är Dongtai, 12,3 km sydost om Daiyao. Trakten runt Daiyao består till största delen av jordbruksmark.
Genomsnittlig årsnederbörd är 1 148 millimeter. Den regnigaste månaden är juli, med i genomsnitt 241 mm nederbörd, och den torraste är januari, med 30 mm nederbörd.